# 北部省普瓦
北部省普瓦（法語：Poix-du-Nord，法語發音：[pwa dy nɔʁ]）是法国上法兰西大区北部省的一个市镇，位于该省东部，属于埃尔普河畔阿韦讷区。

## 地理
北部省普瓦（50°11'20"N, 3°36'28"E）面积8.67 平方千米，位于法国上法蘭西大區北部省，该省份为法国最北部的省份及最长的省份，西北濒北海，西接加来海峡省，南至埃纳省和索姆省，东与比利时接壤。
与北部省普瓦接壤的市镇（或旧市镇、城区）包括：卢维尼凯努瓦、萨莱什、旺德日欧布瓦、布西、昂格勒方丹、埃克、讷维尔昂阿韦努瓦、普勒欧布瓦、罗贝萨尔。

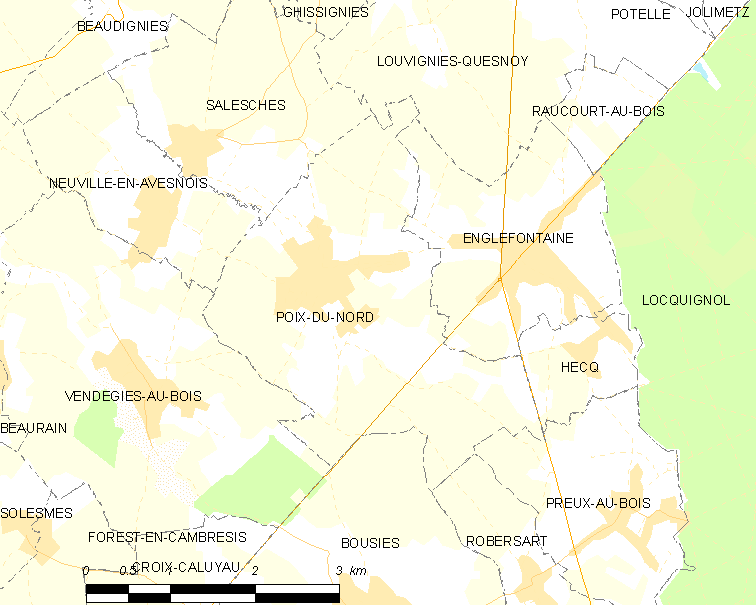
北部省普瓦的OSM定位图

北部省普瓦的时区为UTC+01:00、UTC+02:00（夏令时）。

## 行政
北部省普瓦的邮政编码为59218，INSEE市镇编码为59464。

## 政治
北部省普瓦所属的省级选区为埃尔普河畔阿韦讷县。

## 人口

1962-2008年间北部省普瓦人口变化图示

北部省普瓦于2022年1月1日时的人口数量为2156人。